# Commonwealth Games 1998/Boxen
Die Boxwettkämpfe der Herren bei den Commonwealth Games 1998 wurden vom 13. September bis zum 20. September in der malaysischen Hauptstadt Kuala Lumpur ausgetragen. Insgesamt wurden 48 Medaillen in 12 Gewichtsklassen vergeben.

## Medaillengewinner
| Klasse                         | Gold                    | Silber                     | Bronze                                            |
| ------------------------------ | ----------------------- | -------------------------- | ------------------------------------------------- |
| Halbfliegengewicht (- 48 kg)   | Sapok Biki Malaysia     | Moses Kinyua Kenia         | Boudik Kazanijian Zypern Gary Jones England       |
| Fliegengewicht (- 51 kg)       | Richard Sunee Mauritius | Liam Cunningham Nordirland | Phumzile Matyhila Südafrika Jackson Asiku Uganda  |
| Bantamgewicht (- 54 kg)        | Michael Yomba Tansania  | Herman Ngoudjo Kamerun     | Adnan Yusoh Malaysia Andrew Kooner Kanada         |
| Federgewicht (- 57 kg)         | Alex Arthur Schottland  | Marty O’Donnell Kanada     | Lynch Ipera Papua-Neuguinea James Swan Australien |
| Leichtgewicht (- 60 kg)        | Raymond Narh Ghana      | Ali Asghar Pakistan        | Andrew McLean England Giovanni Frontin Mauritius  |
| Superleichtgewicht (- 63,5 kg) | Michael Strange Kanada  | Gerry Legras Seychellen    | Casey Johns Australien Davies Mwale Sambia        |
| Weltergewicht (- 67 kg)        | Jeremy Molitor Kanada   | Absolom Okoth Kenia        | Colin McNeil Schottland Lynden Hosking Australien |
| Superweltergewicht (- 71 kg)   | Chris Bessey England    | Scott MacIntosh Kanada     | James Tony Ghana Jackie Townsley Schottland       |
| Mittelgewicht (- 75 kg)        | John Pearce England     | Jitender Kumar Indien      | Trevor Stewardson Kanada Brian Magee Nordirland   |
| Halbschwergewicht (- 81 kg)    | Courtney Fry England    | Troy Amos Kanada           | Samuel Odindo Kenia Charles Adamu Ghana           |
| Schwergewicht (- 91 kg)        | Mark Simmons Kanada     | Roland Raforme Seychellen  | Kevin Evans Wales Garth da Silva Neuseeland       |
| Superschwergewicht (+ 91 kg)   | Audley Harrison England | Michael Macque Mauritius   | Justin Whitehead Australien Moyoyo Aloryi Ghana   |

## Medaillenspiegel
| Rang | Land            | Gold | Silber | Bronze | Gesamt |
| ---- | --------------- | ---- | ------ | ------ | ------ |
| 1    | England         | 4    | 0      | 2      | 6      |
| 2    | Kanada          | 3    | 3      | 2      | 8      |
| 3    | Mauritius       | 1    | 1      | 1      | 3      |
| 4    | Ghana           | 1    | 0      | 3      | 4      |
| 5    | Schottland      | 1    | 0      | 2      | 3      |
| 6    | Malaysia        | 1    | 0      | 1      | 2      |
| 7    | Tansania        | 1    | 0      | 0      | 1      |
| 8    | Kenia           | 0    | 2      | 1      | 3      |
| 9    | Seychellen      | 0    | 2      | 0      | 2      |
| 10   | Nordirland      | 0    | 1      | 1      | 2      |
| 11   | Pakistan        | 0    | 1      | 0      | 1      |
| 11   | Indien          | 0    | 1      | 0      | 1      |
| 11   | Kamerun         | 0    | 1      | 0      | 1      |
| 14   | Australien      | 0    | 0      | 4      | 4      |
| 15   | Zypern          | 0    | 0      | 1      | 1      |
| 15   | Papua-Neuguinea | 0    | 0      | 1      | 1      |
| 15   | Neuseeland      | 0    | 0      | 1      | 1      |
| 15   | Wales           | 0    | 0      | 1      | 1      |
| 15   | Südafrika       | 0    | 0      | 1      | 1      |
| 15   | Sambia          | 0    | 0      | 1      | 1      |
| 15   | Uganda          | 0    | 0      | 1      | 1      |
|      | Gesamt          | 12   | 12     | 24     | 48     |